# Кошаре (филм)
Кошаре је недовршени српски акциони филм у режији Балша Ђога, по сценарију Ђорђа Милосављевића.

## Радња
Главна тема филма је судбина припадника 53. граничног батаљона Војске Југославије, од тренутка када у марту 1998. долазе на одслужење војног рока, до неколико година после битке на Кошарама 1999. године.
На Кошарама је погинуло 108 војника, а просечна старост палих бораца била је двадесет пет година, и највеће бреме борбе понели су младићи који су у том тренутку били на редовном одслужењу војног рока. Пратимо и шта се догодило са онима који су преживели, а паралелно и још неколико токова приче који се односе на позадину рата на Косову и Метохији, попут онога шта се дешавало у малим срединама и варошицама као што је Ораховац.

## Улоге
| Глумац               | Улога          |
| -------------------- | -------------- |
| Виктор Савић         | Шарени         |
| Лука Грбић           | Шуки           |
| Јован Јовановић      | Маки           |
| Никола Којо          | Црни           |
| Милица Стефановић    | Учитељица      |
| Светозар Цветковић   | Генерал        |
| Милорад Капор        | Носке          |
| Милена Радуловић     | Ана            |
| Милош Самолов        | Ћора           |
| Младен Совиљ         | Тенкиста       |
| Владан Гајовић       | Ладни          |
| Александар Радојичић | Плави          |
| Милош Биковић        | Мајор          |
| Љиљана Стјепановић   | Макијева мајка |

## Продукција
Снимање је планирано да почне 28. јуна 2020. али је започето је три седмице касније, 15. јула 2020. Снимање је каснило услед пандемије ковида 19 и дозвола за коришћење средстава Војске Србије. План је био да снимање траје осам месеци. Премијера филма је првобитно била планирана за фебруар 2021. године. Такође са филмом је требала да настане и серија од 14 епизода коју би приказао Суперстар.
Међутим, осам дана после почетка снимања, продуценти су прекинули снимање да би превазишли организационе проблеме. У септембру 2020. дошло је до сукоба на релацији између продуцента и редитеља око развоја и даљег снимања пројекта, што је резултирало отпуштањем редитеља Балша Ђоге од стране продуцента. Након несугласица и сукобљених виђења продуцената и редитеља о даљем снимању филма, Филмски центар Србије се укључио у разрешавање спора и успео да нађе компромисно решење којим се омогућава наставак снимања.
План је био да се снимање настави у јануару, затим у априлу 2021. Међутим, продуценти су распустили целу екипу и почели да припремају и снимају серију и филм о операција Олуја. Планирали су, како су обавестили Филмски центар, да Кошаре наставе пошто заврше са другим пројектом, те да припреме почну у августу а снимање до 20. октобра 2021. године. Али ни тада није настављено снимање јер ни филм и серију Олуја нису стигли да заврше и наставили су са радом априла 2022.
Продуценти су у међувремену желели да пројекат доделе другом редитељу, Мирославу Лекићу. Редитељ Балша Ђого је заштитио Кошаре у Ауторској агенцији за Србију. На крају је реаговало Министарство културе и информисања, те је министарка Маја Гојковић послала допис Филмском центру Србије да по закону не могу одузети пројекат Кошаре редитељу Ђогу.
Ђого је у јануару 2022. потврдио да је Omega Production упутила допис Филмском центру да одустаје од филма Кошаре и да ће сва новчана средства вратити. У исто време Omega је објавила да ће својим средствима снимити филм.
У фебруару 2022. године, у дневном листу Данас, објављено је писмо команданта 53. граничног батаљона пуковника Душка Шљиванчанина, заменика команданта 53. граничног батаљона потпуковника Драгутина Димчевског и официра Петра Мишића, у коме се „забрањује да држава Србија сними филм по сценарију актуелног редитеља”, износећи податке да су сценарио наводно писали „лажни хероји са Кошара”. У истом чланку је најављен рад на новом сценарију.